# Marrupe
Marrupe település Spanyolországban, Toledo tartományban. Marrupe Navamorcuende, Hinojosa de San Vicente, San Román de los Montes, Cervera de los Montes és Sotillo de las Palomas községekkel határos. Lakosainak száma 162 fő (2024).

## Népesség
A település népessége az utóbbi években az alábbiak szerint változott:
| Lakosok száma | 134  | 160  | 169  | 174  | 175  | 161  | 156  | 159  | 147  | 162  |
|               | 2001 | 2004 | 2007 | 2009 | 2012 | 2014 | 2017 | 2019 | 2022 | 2024 |